# Kaple svaté Anny (Vítkov)
Kaple svaté Anny je barokní kaple ve vsi Vítkov, což je od 1. ledna 1981 místní část města Česká Lípa.

## Historie
Kaplička svaté Anny byla ve vsi postavena v roce 1853. K přestavbě došlo v letech 1869 až 1870. V roce 1909 do ní uhodil blesk a bylo postavena znovu.
Nyní náleží pod Římskokatolickou farnost v Dobranově.Kaple byla prodána a je nyní (rok 2016) v soukromém vlastnictví.  V katalogu litoměřického biskupství je uvedena jako Vítkov, kaple sv. Anny.